# Shahrnush Parsipur
Œuvres principales
Femmes sans hommes
Shahrnush Parsipur (en persan : شهرنوش پارسی پور), née le 17 février 1946 à Téhéran, en Iran, est une romancière, essayiste et critique littéraire iranienne.

## Biographie
Née en 1946 à Téhéran, Shahrnush Parsipur  fait ses études en sociologie à l’université de Téhéran en 1973.
Mais dès 1969, elle avait publié un premier roman pour la jeunesse, Tupak-e Qermez [Le ballon rouge].
Elle devient ensuite productrice au sein de la Télévision Nationale Iranienne. Elle en démissionne  en 1976 pour protester contre des arrestations et des exécutions, ce qui lui vaut elle-aussi d'être emprisonnée. À sa sortie, elle quitte Téhéran pour Paris, et étudie  à l'Université de la Sorbonne, de 1976 à 1988, la philosophie et la civilisation chinoise à l'Université de la Sorbonne.
Elle est de retour en Iran aprs la révolution de 1979. Elle est de nouveau arrêtée et emprisonnée pendant quatre ans. Elle publie ensuite plusieurs romans ou recueils de nouvelles, abordant principalement les thèmes de la place des femmes dans la société et leur rapport aux hommes, ainsi que de l'engagement politique. Son roman Touba va ma'na-ye Shab, publié en 1989, rencontre un certain succès et est traduit dans plusieurs langues. Zanan Bedun-e Mardan, publié en 1990, lui vaut à nouveau des remarques des autorités de la république islamique. Il donnera lieu à des adaptations par Shirin Neshat presque 20 ans plus tard, en 2008/2009,.
Elle s'exile finalement en 1992 aux États-Unis et continue à y publier.
Depuis 2006, elle participe à différents programmes pour Radio Zamaneh, située à Amsterdam.

## Publications
- Le ballon rouge ((fa) Tupak-e Qermez, 1969), roman pour la jeunesse
- Aventures simples de l’esprit d’un arbre ((fa) Avizeh'ha-ye Bolur, 1977), recueil de nouvelles
- Toubâ et le sens de la nuit ((fa) Touba va ma'na-ye Shab, 1989), romantraduit en allemand, en italien et en anglais
- Femmes sans hommes, Editions Lettres Persanes, 2006 ((fa) Zanan Bedun-e Mardan, 1990), roman, trad. Christophe Balaÿ  (ISBN 2-916012-04-4)
- La raison bleue ((fa) Aql-e abi'rang, 1992), roman
- (fa) Shiva, 1999, roman de science-fiction

## Œuvre adapté au cinéma
Son roman Femmes sans hommes a été adapté par la réalisatrice Shirin Neshat, d'abord sous la forme d'une série de courts métrages : Zarin, dans lequel Shahrnush Parsipur apparait (2005), Munis (2008), Faezeh (2008)..., puis en long métrage sous le titre Women without Men, en 2009.

## Distinctions
- 2010 : Doctorat honoris causa de l'Université Brown [3]